# Anne Rotger
Pour les articles homonymes, voir Rotger.
Anne Rotger est une actrice française.
Elle est connue pour ses rôles dans des films tels que Une jeune fille qui va bien (2021) de Sandrine Kiberlain, La Grande Magie (2022) de Noémie Lvovsky et son rôle de la présidente du tribunal dans Anatomie d'une chute (2023) de Justine Triet.

## Biographie
Anne Rotger suit une formation d'actrice au conservatoire de Rouen et au Cours Betty Raffaëlli.
Elle commence sa carrière au théâtre en 1988. Elle joue notamment en 2019 dans La Dame de chez Maxim de Feydeau et, en 2024, dans La Réunification des deux Corées au Théâtre de la Porte Saint-Martin à Paris. Elle avait auparavant participé à la création de la pièce en janvier 2013 aux Ateliers Berthier de l'Odéon – Théâtre de l'Europe, pièce qu'elle a ensuite joué jusqu'en 2019 au Théâtre Nanterre-Amandiers,.
Sa carrière cinématographique commence à la fin des années 2010.

## Filmographie partielle
Sauf indication contraire, les informations mentionnées dans cette section peuvent être confirmées par la base de données cinématographiques IMDb,  présente dans la section « Liens externes ».

### Au cinéma
- 2018 : Bêtes blondes de Maxime Matray et Alexia Walther : Jacqueline
- 2021 : Une jeune fille qui va bien de Sandrine Kiberlain : la gardienne de l'immeuble de Jo
- 2022 : La Grande Magie de Noémie Lvovsky : la sœur de Charles
- 2023 : Anatomie d'une chute de Justine Triet : la présidente du tribunal

### À la télévision
- 2024 : Le monde n'existe pas : Dolores Montes (série télévisée, 3 épisodes)

## Récompenses et distinctions
- Anne Rotger : Récompenses, sur l'Internet Movie Database